# Jack Dyson
Pour les articles homonymes, voir Dyson (homonymie).
Jack Dyson, né le 8 juillet 1934 à Oldham et mort le 22 novembre 2000 dans la même ville, est un footballeur anglais, qui évoluait au poste d'inter gauche à Birmingham City. Parallèlement à sa carrière de footballeur, il est également joueur de cricket.

## Carrière de joueur
- Manchester City

## Palmarès

### Avec Manchester City
- Vainqueur de la Coupe d'Angleterre de football en 1956.